# Majatra UPT VI Pr I
Majatra UPT VI Pr I is een bestuurslaag in het regentschap Banyuasin van de provincie Zuid-Sumatra, Indonesië. Majatra UPT VI Pr I telt 895 inwoners (volkstelling 2010).